# Juan Rodríguez (La Vega)

## Barranca o Distrito Municipal Juan Rodríguez.
El Distrito Municipal Juan Rodríguez, más conocido como Barranca, es una comunidad ubicada al noroeste de la Provincia de La Vega, República Dominicana. Comprende las secciones comunales de Barranca y Las Yerbas, y los parajes Bacuí Abajo, Jagua Dulce, Los Hoyos, Los Pomos, Toro Cenizo, Verruguete y Monte Plata, este último en disputa con el Municipio de Villa Tapia, Provincia Hermanas Mirabal. De acuerdo al art. 3 de la Ley 252-12 que eleva a Barranca a la categoría de Distrito Municipal, la sección Barranca estará formada por los parajes: Cruce de Barranca, Los Pomos, Los Tocones, Don Lolo y El Caño Afuera.

El nombre del poblado siempre había sido Barranca, hasta que en 2012 el Congreso Nacional de la República Dominicana elevó a la sección Barranca a la categoría de Distrito Municipal, cambiando su nombre por el de Don Juan Rodríguez, luchador antitrujillista que vivió en esta comunidad. 
Nacido en Moca en 1886, Juan Rodríguez era uno de los hombres más ricos del país, propietario de grandes extensiones de tierras y numerosas cabezas de ganado. En su juventud, junto a su hermano Doroteo, participó en la política en el bando de Horacio Vásquez. En 1930, tras el golpe al gobierno horacista y el asalto al poder por Trujillo, temiendo sufrir represalias contra su familia, aceptó la postulación como senador del partido del dictador en ciernes. En el segundo período presidencial de Trujillo no logra esconder sus desavenencias y ausencias en las sesiones de la Cámara. En 1935 se resiste a firmar la condena del entonces diputado Miguel Ángel Roca. A raíz de esta conducta disidente fue marginado de su cargo y sometido a vigilancia. 
Al finalizar la Segunda Guerra Mundial, tomó la decisión de luchar activamente contra el régimen. Al no conseguir dentro del país el apoyo de otros desafectos y careciendo de armamentos, decidió salir al exterior en 1946 para llevar a cabo su plan, no sin antes haber tomado medidas económicas que le permitieran acumular grandes sumas de dinero en el extranjero, para viabilizar sus planes.

Juan “Juancito” Rodríguez García, el hacendado más grande de la República, propietario de fincas ganaderas, de cacao y plátanos en Constanza, Barranca, Rancho Viejo, Los Guayos, Jima Arriba y Jima Abajo, Tamarindo y Las Canas. Sus propiedades fueron expropiadas por Trujillo, y algunos de sus familiares fueron encarcelados por este. Juan ganó su elevado rango patriótico en los primeros meses de su exilio en Cuba cuando patrocinó con gran parte de su fortuna la abortada Expedición de Cayo Confites en 1947, de la que fue el jefe máximo con grado de general. Apoyó la expedición de Luperón de 1949. Su hijo José Horacio murió en la expedición revolucionaria de junio de 1959 desde Cuba para derrocar a Trujillo. El general Juan Rodríguez se suicidó pobre en 1960 en Venezuela. 
De acuerdo al Congreso Nacional, en 2012 la sección Barranca contaba con cinco mil cuarenta (5040) viviendas, y diez mil ochocientos cuarenta y tres (10 843) habitantes, de los cuales dos mil trescientos (2300) son estudiantes y novecientos (900) profesionales en diferentes materias.

## Personalidades destacadas nacidas en este poblado
La comunidad de Barranca ha sido el lugar de nacimiento y desarrollo de grandes hombres que han dejado huellas en la historia nacional, como el General Juan Rodríguez García, el doctor José Horacio Rodríguez Vásquez, Monseñor Nicolás de Jesús Cardenal López Rodríguez, el diputado: doctor Mario José Hidalgo Beato, y el músico Julito Deschamps, entre otros.
Aparte de los ya citados, también nacieron en Barranca, el Corredor Olímpico José Reynaldo Bencosme de Leon (Negi) quien en los JJOO de Londres 2012 compitió por Italia  en las pruebas de atletismo de dichas olimpíadas; el torpedero de los New York Mets en las Grandes Ligas de Béisbol (MLB) de  y de las Águilas Cibaeñas en el béisbol local, Jonathan Villar, y el ex-lanzador de los San Francisco Giants en el béisbol de Grandes Ligas y de los Gigantes del Cibao en la LIDOM, el derecho Waldis Joaquín. Este diestro lanzador vegano actualmente lanza en la Liga Mexicana de Béisbol  con el equipo de los Sultanes de Monterrey. 
Asimismo, la velocista de la Selección Nacional de Atletismo de la República Dominicana, Rosa María Fabian, ganadora de medallas en eventos internacionales como el Memorial Barrientos de Cuba y los Centroamericanos de Atletismo celebrados en 2011 en Mayagüez, Puerto Rico; el destacado Economista y catedrático de la Universidad Autónoma de Santo Domingo (UASD), Modesto María López, quien además es un alto funcionario del Ministerio de Educación Superior de la República Dominicana; el respetado jurista y Asesor Jurídico del Ministerio de Industria y Comercio de la , Abel Deschamps, el dirigente comunitario Edwin Marte, el General (R) Radhamés Lora Salcedo Exjefe de la Defensa Civil y primer judoca en ser exaltado al Pabellón de la Fama del Deporte Dominicano y el Teniente Coronel del Ejército de la República Dominicana, Caonabo Cáceres Mejía, quien en su momento fuera miembro de las escoltas de los expresidentes de la  Hipólito Mejía y Leonel Fernández Reyna y quien actualmente funge como jefe de la Autoridad Metropolitana de Transporte (AMET) en un destacado punto de la zona norte del país. Asimismo, el Capitán de la Policía Nacional, Manuel Deschamps. 
| Personaje                        | Ocupación                                                        |
| -------------------------------- | ---------------------------------------------------------------- |
| Nicolás de Jesús López Rodríguez | Cardenal Dominicano                                              |
| José Reynaldo Bencosme de Leon   | Corredor Olímpico                                                |
| Julito Deschamps                 | Pianista dominicano, guitarrista y cantante                      |
| Jonathan Villar Roque            | Pelotero de MLB                                                  |
| Waldis Joaquín                   | Exjugador de MLB                                                 |
| Rosa Maria Fabian Ferreira       | Velocista de la Selección Nacional de Atletismo                  |
| Francisco De León                | Actual Alcalde                                                   |
| Modesto María López              | Catedrático de la UASD                                           |
| José Abel Deschamps              | Abogado                                                          |
| Edwin Marte De León              | Líder comunitario                                                |
| Radhamés Lora Salcedo            | Inmortal del Deporte Dominicano                                  |
| Caonabo Cáceres Mejía            | Teniente Coronel Abogado del Ejército de la República Dominicana |
| Mario José Hidalgo Beato         | Diputado al Congreso Nacional (2010-2016)                        |
| Manuel Deschamps                 | Capitán de la Policía Nacional                                   |
|                                  |                                                                  |

## Jóvenes promesas nacidas en Juan Rodríguez
El abogado evolucionista y Técnico en Seguridad Social Jorge Ricardo Jiménez María ; los Médicos Ariel Fernández Rodríguez y Adanny Lizardo; la abogada penalista  Melissa Hernández; el comunicador José Y. Ureña; la ingeniera y abogada Esther López Almanzar, el Defensor Público Danny Villar (primo de Jonathan Villar) entre otros.

## Agricultura
Barranca cuenta con ciento diez mil cuatrocientas (110,400.00) tareas de tierra de las más fértiles, de las cuales setenta y un mil cuatrocientos ochenta (71,480.00) tareas están dedicadas actualmente a la producción de plátanos, producto agrícola principal de esta sección, y unas treinta y cinco mil (35,000.00) tareas están distribuidas en los cultivos de: yuca, batata, cacao, lechosa, y otros vegetales aproximadamente unas 3,000 tareas (datos extraídos del censo de la sub-zona de agricultura de Barranca). La sección Barranca cuenta con quince (15) granjas de producción avícola, gallinas ponedoras y de crianza de pollos; ciento quince (115) granjas porcinas que albergan dos mil ochocientos (2,800) cerdos de crianza, lo cual hace de esta sección una plaza atractiva para la avicultura y la porcicultura. 